# 히사쓰선
히사쓰 선, 또는 히사츠선(일본어: 肥薩線)은 일본 구마모토현 야쓰시로시의 야쓰시로역부터 구마모토 현 히토요시시의 히토요시역을 경유하여 가고시마현 기리시마시의 하야토역에 이르는 큐슈여객철도의 철도 노선으로, 연선 지방의 단거리 수송을 위한 로컬선의 역할을 하고 있다. 야쓰시로 역 - 요시마쓰역에는 깃토 선 요시마쓰 역 - 미야코노조역 간과 아울러서 '에비노 고원선'이라는 애칭이 붙여져 있다.

## 개요
구마모토 · 미야자키 · 가고시마의 3현을 종관하는 유일의 철도 노선이다. 1909년의 모지(현 모지코역) ~ 가고시마 전체 개통 시는 가고시마 본선(1908년까지 '히토요시 본선')의 일부였지만, 1927년 야쓰시로 ~ 센다이 ~ 가고시마 간을 해안가를 따라 새 선로가 개업하면서, 이전의 구간은 히고국 지역과 사쓰마국 지역을 연결한다는 의미로 '히사쓰 선'으로 개명되었다. 그러나 1932년에 하야토 - 가고시마 간이 닛포 본선으로 편입되었기 때문에, 남은 야쓰시로 - 하야토 간은, 노선명과 달리 사쓰마 국 지역을 지나가지 않는 것이 되었다(요시마쓰 - 하야토 간은 오스미국에 해당하는 지역이다).
히사쓰 선은 비록 로컬선이지만, 1974년부터 1980년까지 하카타 - 미야자키 간의 특급 '오요도', 1959년부터 2000년까지 구마모토 - 미야자키 간의 급행 '에비노'(당초는 준급행)가 경유해, 깃토 선과 함께 나카큐슈와 미나미큐슈를 연결하는 역할도 가지고 있다.
'에비노' 폐지 이후, 특히 이용자가 적은 히토요시 - 요시마쓰 간에 대해서는 폐선하자는 의견도 있었지만, 2004년 3월 13일의 규슈 신칸센 부분 개업을 오히려 기회로 삼아 야쓰시로 - 히토요시 간의 구마강 가의 풍경이나 구미니 산지를 넘는 히토요시 - 요시마쓰 간의 스위치백과 루프선, 일본 3대 차창의 하나로 꼽히는 산악을 넘는다는 것, 옛날부터 현재까지 원래 모습 그대로 남아있는 일부 역사 등의 관광 자원 등에서 착안하여 관광 노선으로서 정비 · PR이 진행되었다. 또한 이 구간에는 이사부로-신페이 열차가 오간다.

## 노선 정보
- 관할 (노선 종별) : 큐슈 여객철도 (제1종 철도사업자)
- 노선 거리 (영업 거리) : 124.2km
- 궤간 : 1067mm
- 역 수 : 28 (기 · 종점 역 포함)
  - 히사쓰 선을 소속으로 하는 역으로 한정하면, 가고시마 본선 소속인 야쓰시로 역, 닛포 본선 소속인 하야토 역이 제외되어, 26역이 된다.
- 복선 구간 : 없음 (전 노선 단선)
- 전선화 구간 : 없음 (전 노선 비전선화)
- 폐색방식 : 특수 자동 폐색식 (전자 부호 조사식)

야쓰시로 역 - 마사키 역 간이 구마모토 지사, 요시마쓰 역 - 하야토 역 간은 가고시마 지사의 관할이며, 미야자키 현과 가고시마 현 경계 부근으로 지사 경계가 있다.

## 역 목록
| 역명           | 일어 역명 | 로마자 역명     | 역간 거리 | 영업 거리 | 접속 노선                                                               | 소재지     | 소재지     | 소재지     |
| -------------- | --------- | --------------- | --------- | --------- | ----------------------------------------------------------------------- | ---------- | ---------- | ---------- |
| 야쓰시로       | 八代      | Yatsushiro      |           | 0.0       | 규슈 여객철도 가고시마 본선 히사쓰 오렌지 철도 히사쓰 오렌지 철도선     | 구마모토현 | 야쓰시로시 | 야쓰시로시 |
| 단             | 段        | Dan             | 5.2       | 5.2       |                                                                         | 구마모토현 | 야쓰시로시 | 야쓰시로시 |
| 사카모토       | 坂本      | Sakamoto        | 5.8       | 11.0      |                                                                         | 구마모토현 | 야쓰시로시 | 야쓰시로시 |
| 하키           | 葉木      | Haki            | 3.4       | 14.4      |                                                                         | 구마모토현 | 야쓰시로시 | 야쓰시로시 |
| 가마세         | 鎌瀬      | Kamase          | 2.4       | 16.8      |                                                                         | 구마모토현 | 야쓰시로시 | 야쓰시로시 |
| 세토이시       | 瀬戸石    | Setoishi        | 2.8       | 19.6      |                                                                         | 구마모토현 | 야쓰시로시 | 야쓰시로시 |
| 가이지         | 海路      | Kaiji           | 3.9       | 23.5      |                                                                         | 구마모토현 | 아시키타군 | 아시키타정 |
| 요시오         | 吉尾      | Yoshio          | 3.2       | 26.7      |                                                                         | 구마모토현 | 아시키타군 | 아시키타정 |
| 시로이시       | 白石      | Shiroishi       | 3.1       | 29.8      |                                                                         | 구마모토현 | 아시키타군 | 아시키타정 |
| 규센도         | 球泉洞    | Kyūsendō        | 5.1       | 34.9      |                                                                         | 구마모토현 | 구마군     | 구마촌     |
| 잇쇼치         | 一勝地    | Isshōchi        | 4.9       | 39.8      |                                                                         | 구마모토현 | 구마군     | 구마촌     |
| 나라구치       | 那良口    | Naraguchi       | 2.6       | 42.4      |                                                                         | 구마모토현 | 구마군     | 구마촌     |
| 와타리         | 渡        | Watari          | 2.9       | 45.3      |                                                                         | 구마모토현 | 구마군     | 구마촌     |
| 니시히토요시   | 西人吉    | Nishihitoyoshi  | 3.1       | 48.4      |                                                                         | 구마모토현 | 히토요시시 | 히토요시시 |
| 히토요시       | 人吉      | Hitoyoshi       | 3.4       | 51.8      | 구마가와 철도 유노마에 선 (히토요시온센 역)                             | 구마모토현 | 히토요시시 | 히토요시시 |
| 오코바         | 大畑      | Okoba           | 10.4      | 62.2      |                                                                         | 구마모토현 | 히토요시시 | 히토요시시 |
| 야타케         | 矢岳      | Yatake          | 9.5       | 71.7      |                                                                         | 구마모토현 | 히토요시시 | 히토요시시 |
| 마사키         | 真幸      | Masaki          | 7.3       | 79.0      |                                                                         | 미야자키현 | 에비노시   | 에비노시   |
| 요시마쓰       | 吉松      | Yoshimatsu      | 7.8       | 86.8      | 규슈 여객철도 깃토 선 (에비노 고원 선) (하야토 방면으로 직결 운행도 함) | 가고시마현 | 아이라군   | 유스이정   |
| 구리노         | 栗野      | Kurino          | 7.5       | 94.3      |                                                                         | 가고시마현 | 아이라군   | 유스이정   |
| 오스미요코가와 | 大隅横川  | Ōsumi-Yokogawa  | 6.5       | 100.8     |                                                                         | 가고시마현 | 기리시마시 | 기리시마시 |
| 우에무라       | 植村      | Uemura          | 2.0       | 102.8     |                                                                         | 가고시마현 | 기리시마시 | 기리시마시 |
| 기리시마온센   | 霧島温泉  | Kirishima-Onsen | 3.7       | 106.5     |                                                                         | 가고시마현 | 기리시마시 | 기리시마시 |
| 가레이가와     | 嘉例川    | Kareigawa       | 5.8       | 112.3     |                                                                         | 가고시마현 | 기리시마시 | 기리시마시 |
| 나카후쿠라     | 中福良    | Nakafukura      | 2.1       | 114.4     |                                                                         | 가고시마현 | 기리시마시 | 기리시마시 |
| 효키야마       | 表木山    | Hyōkiyama       | 2.4       | 116.8     |                                                                         | 가고시마현 | 기리시마시 | 기리시마시 |
| 히나타야마     | 日当山    | Hinatayama      | 4.8       | 121.6     |                                                                         | 가고시마현 | 기리시마시 | 기리시마시 |
| 하야토         | 隼人      | Hayato          | 2.6       | 124.2     | 규슈 여객철도 닛포 본선                                                 | 가고시마현 | 기리시마시 | 기리시마시 |